# Charmaine Clamor

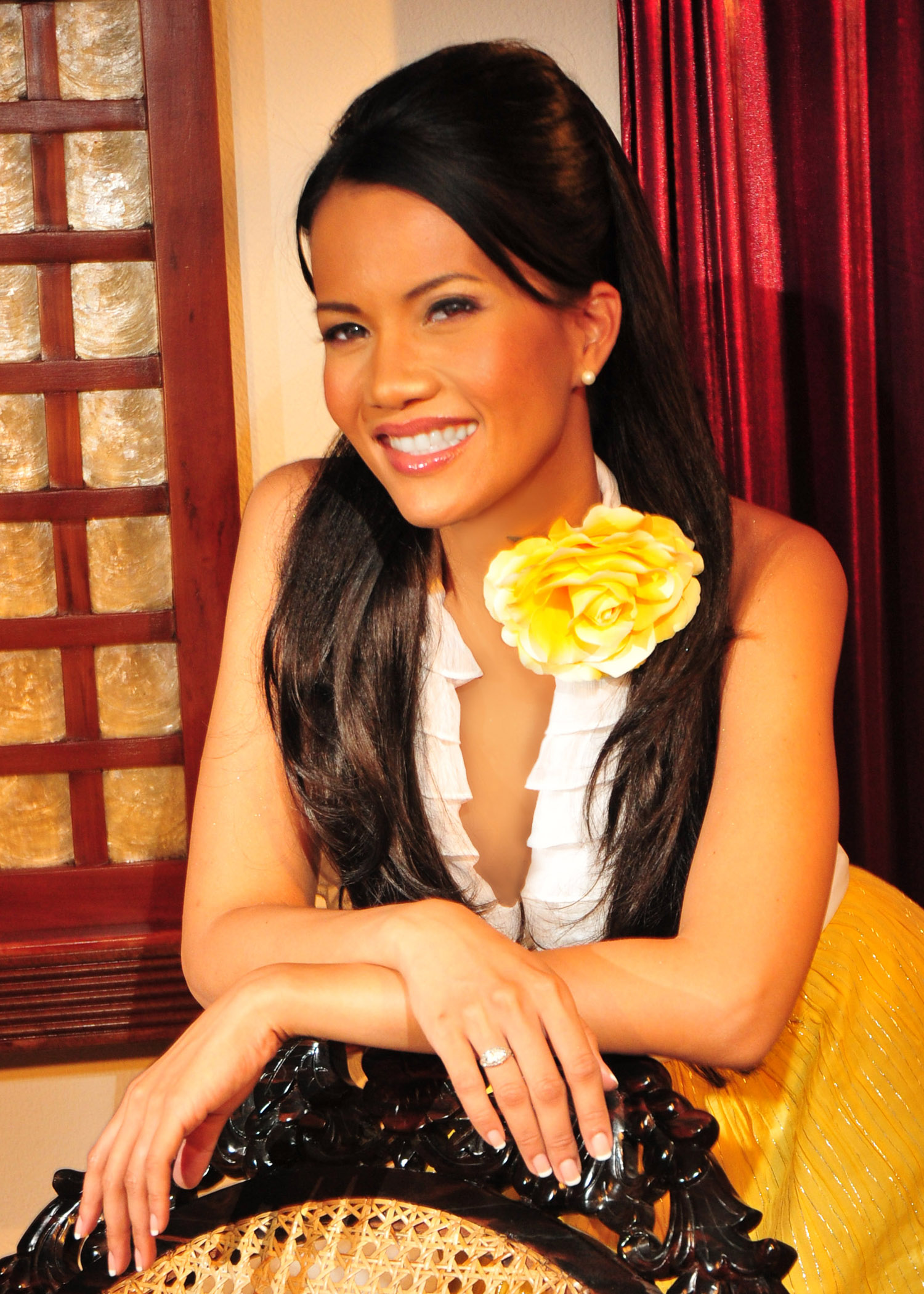

Charmaine Clamor es una cantante de jazz filipina nacida en Subic, Zambales y que actualmente reside en los Estados Unidos. Con su voz ha sido comparada con otras famosas artistas de jazz como Ella Fitzgerald, Sarah Vaughn, y Cassandra Wilson y ha sido posesionada en el puesto número 2 del género jazz tradicional y también en el número 4 del mundo en las listas de radio. Es conocida por la incorporación de lenguas filipinas, canciones e instrumentos del jazz americano contemporáneo en un estilo único que ella misma lo llama "jazzipino".

## Biografía
Clamor proviene de una familia musical en Subic, Zambales. A sus tres años de edad, comenzó a cantar mientras viajaba en la parte posterior de un autobús hasta Manila. Más tarde, ella a menudo tocaba el piano para acompañar a su madre, que cantaba en lengua kundimans y en inglés, cantaba con su familia y amigos en las fiestas.
Cuando era adolescente, Clamor emigró a los Estados Unidos con su familia. Se graduó de la escuela secundaria y luego fue a estudiar terapia física, se graduó en el Cal State Northridge, con una maestría en terapia física.

## Discografía

### Álbumes
- Searching for the Soul (2005) - Freeham Records
- Flippin’ Out (2007) - Freeham Records
- My Harana: A Filipino Serenade (2008) - Freeham Records
- Jazzipino (2009) - Viva Records

### Premios y reconocimientos
- Premio Especial para FAMAS vocalista de Filipinas Mejor Jazz (2009)
- Se declara una de las 100 mujeres más influyentes de filipinos en los Estados Unidos por la Red de Mujeres filipinas
- Charmaine ha tenido dos álbumes consecutivos en los World Music JazzWeek Top-10.

## Giras de conciertos
- Septiembre de 2009: gira de promoción en las Filipinas para su lanzamiento de su nuevo álbum: Jazzipino
- Invierno de 2009 - Charmaine narrará un documental de 60 minutos, The Hidden Dream, que explora las relaciones de los filipinos con Estados Unidos.